# Jetsch

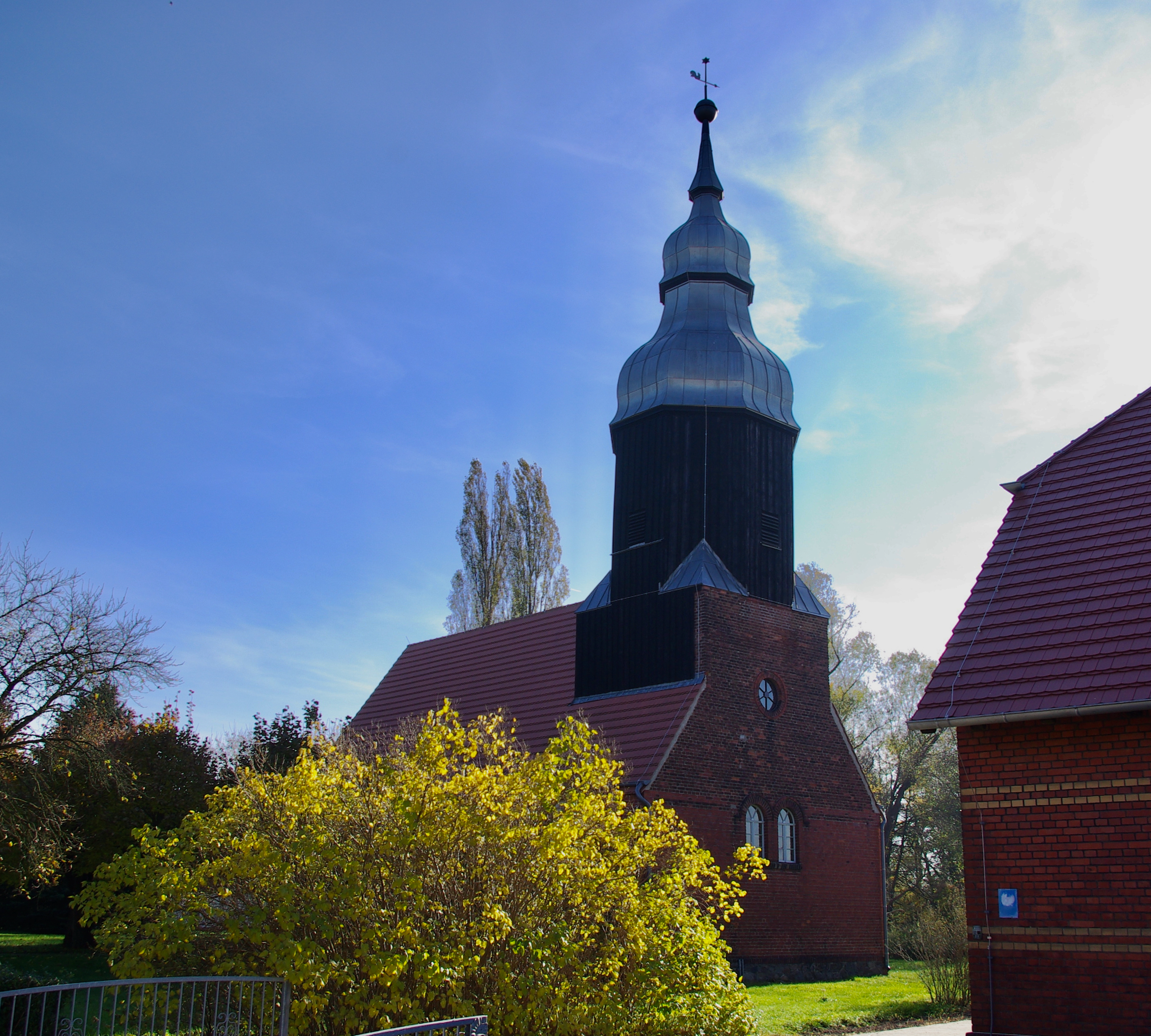
Dorfkirche Jetsch

Jetsch (niedersorbisch Jetš) ist ein Ortsteil der Gemeinde Kasel-Golzig im Landkreis Dahme-Spreewald in Brandenburg. Bis zur Eingemeindung nach Kasel-Golzig am 31. Dezember 2002 war Jetsch eine eigenständige Gemeinde, die vom Amt Golßener Land verwaltet wurde.

## Lage
Jetsch liegt am Rande der Niederlausitz an der Grenze zwischen dem Glogau-Baruther Urstromtal und dem Luckauer Becken knapp zehn Kilometer nördlich von Luckau. Umliegende Ortschaften sind die zur Stadt Golßen gehörenden Ortsteile Sagritz und Zützen im Norden, Gersdorf im Nordosten, der Gemeindehauptort Kasel-Golzig im Osten, die zur Stadt Luckau gehörenden Ortsteile Kreblitz und Gießmannsdorf im Südosten, Zieckau im Süden und Kümmritz im Südwesten, Drahnsdorf im Westen sowie der zu Drahnsdorf gehörende Ortsteil Falkenhain im Nordwesten.
Jetsch liegt an der Landesstraße 71. Knapp einen Kilometer östlich von Jetsch verläuft die Bundesstraße 96 von Luckau nach Zossen.

## Geschichte
Jetsch wurde um das Jahr 1200 herum erstmals von Wenden besiedelt. Erstmals urkundlich erwähnt wurde der Ort am 24. März 1358. Der Name des Straßendorfes stammt aus der sorbischen Sprache und bedeutet entweder Igelfuß oder Sumpfland, wobei letzteres am ehesten erscheint, da der Ort in einer sumpfigen Gegend lag, die allerdings zur landwirtschaftlichen Nutzung trockengelegt wurde.
Früher war Jetsch ein Teil der Herrschaft Golßen. Ab dem Jahr 1590 gehörte Jetsch der Familie des Elias von Loeben. 1673 kam die Grundherrschaft über das Dorf an den Herrn Caspar Ernst von Karras, 1743 wurde diese wieder abgegeben. Nach dem Genealogischen Handbuch des Adels fand Jahre 1838 in Jetsch ein Duell statt, dabei starb Diplomat Rudolf von Krakewitz. Um 1879 hatte das Rittergut Jetsch eine Größe von 657,13 ha, Besitzer Herr Paalzow. 1896 gibt das Handbuch des Grundbesitzes für das Rittergut Jetsch Georg Fuhrmann als Eigentümer an, mit 603 ha. Von 1900 bis zur Bodenreform 1945 lag die Grundherrschaft bei dem Freiherrn von Manteuffel zu Krossen. Letzte Gutsfrau war Helene Freifrau von Manteufell, geborene von Brandenstein (1847–1934). Sie adoptierte 1927 ihren Neffen Hans von Brandenstein (1870–1950), auch um die Gutsnachfolge für Krossen mit Jetsch zu klären.
Bei der Dorfkirche zu Jetsch handelt es sich um einen Findlingsbau aus dem Spätmittelalter. Die Westwand wurde nachträglich mit massiven Backsteinen befestigt. Der Kirchturm hat eine kugelförmige und mit Zinn bedeckte Haube. Zudem ist der Turm mit zwei Glocken ausgestattet. Kanzel und Altar der Kirche stammen aus dem 17. Jahrhundert. Die kleinere der beiden Glocken stammt aus dem 15. Jahrhundert, die Inschrift der größeren Glocke, O.REX.GLORIE.CHRIST.VENI.CVM.PACE (O König der Ehren Christus komme in Frieden) deutet auf das 14. Jahrhundert hin.
Nach dem Wiener Kongress kam das vormals sächsische Jetsch an das Königreich Preußen. Am 25. Juli 1952 wurde die Gemeinde dem neu gebildeten Kreis Luckau im Bezirk Cottbus zugeordnet. Nach der Wende lag Jetsch im Landkreis Luckau in Brandenburg. Am 30. August 1992 schloss die Gemeinde sich dem Amt Golßener Land an. Nach der Kreisreform in Brandenburg am 6. Dezember 1993 kam Jetsch schließlich zum neu gebildeten Landkreis Dahme-Spreewald. Am 31. Dezember 2002 wurde Jetsch mit der bis dahin ebenfalls eigenständigen Gemeinde Schiebsdorf nach Kasel-Golzig eingemeindet. Am 1. Januar 2013 wurde das Amt Golßener Land aufgelöst und Kasel-Golzig mit seinen Ortsteilen in das Amt Unterspreewald umgegliedert.

## Bevölkerungsentwicklung
| 1875 | 195 | 1939 | 192 | 1981 | 237 |
| 1890 | 204 | 1946 | 312 | 1985 | 234 |
| 1910 | 141 | 1950 | 342 | 1989 | 206 |
| 1925 | 221 | 1964 | 275 | 1995 | 204 |
| 1933 | 226 | 1971 | 270 | 2001 | 199 |

## Tourismus
Durch Jetsch verläuft der Gurken-Radweg.

## Nachweise
1. ↑  Amt Unterspreewald – Einwohnermeldeamt (Hrsg.): Einwohnerzahlen des gesamten Amtes Unterspreewald (mit Gemeinden und Orts-/Gemeindeteilen) zum Stand 01.01.2017. Schönwalde 27. Juli 2017 (Kontaktdaten [abgerufen am 27. Juli 2017]).
2. ↑  P. Ellerholz, H. Lodemann, H. von Wedell: General-Adressbuch der Ritterguts- und Gutsbesitzer im Deutschen Reiche. 1. Band: Das Königreich Preussen, Lfg. 1: Die Provinz Brandenburg. In: Erstausgabe eines Landwirtschaftlichen Adressbuches. 1. Auflage. Nicolaische Verlagsbuchhandlung (R. Stricker), Berlin 1879, S. 120–121, doi:10.18452/377 (hu-berlin.de [abgerufen am 12. Juli 2021]).
3. ↑  Paul Ellerholz, E. Kirstein, Traug. Müller, W. Gerland, Georg Vogler: Handbuch des Grundbesitzes im Deutschen Reiche, I. Das Königreich Preussen. 1. Lieferung: Provinz Brandenburg. 3. Auflage. Nicolaische Verlags-Buchhandlung (R. Stricker), Berlin 1896, S. 88–89, doi:10.1016/0006-291x(75)90482-9 (digi-hub.de [abgerufen am 12. Juli 2021]).
4. ↑  Hans Friedrich v. Ehrenkrook: Genealogisches Handbuch der Adeligen Häuser A (Uradel) 1960. In: Dt. Adelsarchiv (Hrsg.): Gesamtreihe GHdA, seit 1951. Band V, Nr. 24. C. A. Starke, Limburg a. d. Lahn 1960, S. 62 (d-nb.info [abgerufen am 12. Juli 2021]).
5. ↑  Gemeinde Kasel-Golzig, OT Jetsch. In: unterspreewald.de. Amt Unterspreewald, archiviert vom Original (nicht mehr online verfügbar) am 3. Mai 2018; abgerufen am 24. Juli 2017.  Info: Der Archivlink wurde automatisch eingesetzt und noch nicht geprüft. Bitte prüfe Original- und Archivlink gemäß Anleitung und entferne dann diesen Hinweis.
6. ↑  Jetsch in der Datenbank des Vereins für Computergenealogie. Abgerufen am 24. Juli 2017.
7. ↑  Historisches Gemeindeverzeichnis des Landes Brandenburg 1875 bis 2005. (PDF; 331 KB) Landkreis Dahme-Spreewald. Landesbetrieb für Datenverarbeitung und Statistik Land Brandenburg, Dezember 2006, abgerufen am 24. Juli 2017.